# Benzisoxazola
El 1,2-benzisoxazol es un compuesto orgánico aromático con una fórmula molecular C7H5NO que contiene una estructura de anillo de isoxazol fusionado con benceno. El compuesto en sí no tiene aplicaciones comunes; sin embargo, los benzisoxazoles y benzisoxazoilos funcionalizados tienen una variedad de usos, incluidos medicamentos farmacéuticos como algunos antipsicóticos (tales como risperidona, paliperidona, ocaperidona e iloperidona) y el anticonvulsivo zonisamida.
Su aromaticidad lo hace relativamente estable, sin embargo, solo es débilmente básico.

## Síntesis
El benzisoxazol se puede preparar a partir del poco costoso salicilaldehído, a través de una reacción catalizada a temperatura ambiente con ácido hidroxilamin-O-sulfónico.